# Гребенюк, Виктор Иванович
Гребенюк Ви́ктор Ива́нович, псевдоним Брат Ви́ктор (* 29 сентября 1959, Луцк) — украинский писатель.

## Биографические данные
Родился в рабочей семье. В 1985 окончил Украинский полиграфический институт им. И. Федорова во Львове (редактор научной, технической и информационной литературы), в 1998 — Волынскую духовную семинарию Украинской Православной Церкви Киевского Патриархата в Луцке, оставшись мирянином. Работал на различных должностях в издательском деле и журналистике. Был редактором первой на Волыни в наше время религиозной газеты «Жива вода» (1990—1991 гг.). В начале 90-х — корреспондент межконфессионального Агентства религиозной информации (АРИ) по Волынской области. В 1996 редактировал газету «Єдина Церква» — тогдашний орган Волынского духовного управления Киевского Патриархата. Писал в ряд христианских изданий, преподавал на библейских курсах для взрослых, комментировал богослужения в прямом эфире. Сейчас — литературный редактор информационно-издательского центра Волынской епархии ПЦУ, журнала «Педагогічний пошук».
С декабря 2012 — член Союза христианских писателей Украины.

## Творчество
Активное художественное творчество Виктора Гребенюка началось с выходом в 2001 небольшого сборника новелл на религиозную тематику «Крещатое».
С 2004 стал автором многочисленных публикаций и литредактором газеты «Волинські єпархіальні відомості», составителем, автором предисловий книг, вышедших в информационно-издательском центре Волынской епархии УПЦ КП.
В 2006 опубликовал отдельным изданием «Литургия ангельских чинов» отрывок из тогда ещё не законченной мистерии «Деяния небожителей».
В 2011 «Деяния небожителей», над которыми автор работал 19 лет, увидели свет. Книга задумана как большой национальный поэтический эпос, поскольку завершенных произведений данного жанра в украинской литературе до тех пор не существовало. Она заняла третье место на конкурсе «Европейская христианская книга — 2011», удостоена Международной премии им. Пантелеймона Кулиша (2015), стала объектом ряда филологических исследований. Отрывок — «Акафист Пресвятой Богородице, в чудотворной Холмской иконе прославленной» — переведен на английский.
В том же году издан «Акафист Пресвятой Богородице перед Её образом „Нерушимая Стена“».
Брат Виктор — первый украинский автор, пишущий в этом жанре в соответствии с византийскими образцами: отчасти ритмизованной прозой, отчасти рифмованной поэзией (до него на Руси-Украине многочисленные акафисты создавались и переводились лишь прозой или верлибром). Почин, несмотря на сопротивление консерваторов, подхватили другие авторы. Произведение служится, публикуется в молитвенных изданиях.
В 2012 вышла в свет книга «Тетрамерон» из сорока новелл религиозного звучания. Их инсценируют, школьники изучают в курсе «Литература родного края». Второе, переработанное издание опубликовало в 2017 как электронную книгу киевское Мультимедийное издательство Стрельбицкого.
В 2014 напечатана поэма «Европа. Луцк. 1429-й» — первое литературно-художественное произведение о съезде монархов Европы в XV в. (содержит повествование о ходе этого конгресса и легендарное пророчество о будущем Украины).
В 2017 в Мультимедийном издательстве Стрельбицкого (Киев) электронной книгой вышел сборник «„Эффект Вертера“ и другие новеллы», а в 2018 там же в авторском переводе на русский — сборник избранных новелл «В пламени».
В 2018 «„Эффект Вертера“ и другие новеллы» появилась в формате звуковой книги, в бумажном варианте; избранные произведения из этого сборника и «Тетрамерона» опубликованы в библиотечке всеукраинской газеты «Вісник + К» (№ 10, «Расстрелянная коляда»).

## Награды
- Волынская областная литературная премия им. Агафангела Крымского (2014) — за сборник новелл «Тетрамерон» и поэму «Европа. Луцк. 1429-й».
- Международная литературно-художественная премия им. Пантелеймона Кулиша (2015) — за поэтический эпос «Деяния небожителей».
- Победитель Второго всеукраинского конкурса Союза христианских писателей Украины (Львов, 13-14 мая 2016) в номинации «Малая проза» — за новеллы «Выстрелить и не попасть», «Услышать Донбасс»[15].
- Диплом I степени в номинации «Проза» Первого международного всеукраинского конкурса военно-патриотической прозы и поэзии «Война в Украине» («War in Ukraine — 2017») — за новеллу «Люпус»[16].
- Диплом I степени в номинации «Документалистика» Международного конкурса «Быть человеком» (2018) — за новеллу «Кружечка воды живой»[17].
- «Бриллиантовый Дюк» (высший уровень награды) в Международном многоуровневом конкурсе имени де Ришельё (2018) — «за поиск оригинальных литературных средств в новелле „Палата“».